# Chi Di thù du
Chi Di thù du (danh pháp khoa học: Griselinia) là một chi của 6-7 loài cây bụi và cây thân gỗ, với sự phân bố đứt đoạn tại New Zealand và miền nam Nam Mỹ. Nó là ví dụ điển hình của quần thực vật Nam Cực.
Nó cũng là chi duy nhất của họ Griseliniaceae. Trong quá khứ, nó đã từng được đặt trong họ Sơn thù du (Cornaceae) của bộ Sơn thù du (Cornales), nhưng nó khác với các thành viên khác của họ này ở nhiều đặc trưng nên sau các nghiên cứu gần đây của Angiosperm Phylogeny Group người ta thấy rằng nó nên được đặt vào bộ Hoa tán (Apiales) là thích hợp hơn.
Các thành viên trong chi/họ này có lá thường xanh, trơn và bóng mặt trên, với bề mặt dưới thường nhạt màu hơn. Hoa rất nhỏ, với 5 lá đài, 5 nhị hoa và 1 núm nhụy, nhưng không có cánh hoa. Quả là dạng quả mọng nhỏ.

## Các loài
New Zealand
Hai loài ở New Zealand là cây bụi lớn hay cây thân gỗ, cao tới 4–20 m. Cả hai loài này đều có thể là thực vật biểu sinh hay bán biểu sinh. Mặc dù đôi khi xuất hiện trên các phần đất đá lộ thiên hay các vách đá ven biển nhưng G.lucida gần như là biểu sinh tuyệt đối. Các cây non thường nằm trong số quần thể các loài thực vật biểu sinh khác như Collospermum và Astelia trên cao trong các tán cây rừng, trước khi ra các rễ khí để bám vào thân cây chủ. Khi các rễ này tiếp cận với mặt đất thì chúng có thể phình to ra – dày tới 25 cm, và rất dễ dàng nhận ra vì chiều dài của các nếp gập dài và nặng của chúng. G.lucida rất hiếm khi trở thành cây mọc và sống tự do nếu như đã bắt đầu cuộc sống ở dạng biểu sinh và có thể thấy chúng nhanh chóng bị chết đi khi cây chủ chết. Sự phát triển biểu sinh ở G.littoralis ít phổ biến hơn nhưng có thể diễn ra trong các khu vực có khí hậu ẩm ướt.
Các tên gọi của chúng trong tiếng Māori là kapuka và akapuka.
- G. littoralis – Kapuka. Lá dài 6–14 cm.
- G. lucida – Akapuka. Khác với G. littoralis ở chỗ các lá to hơn, dài 12–18 cm.

Nam Mỹ
Khoảng 4-5 loài ở Nam Mỹ là các cây bụi nhỏ hơn, cao 1–5 m. Tất cả đều được gọi trong các ngôn ngữ bản địa là yelmo.
- G. carlomunozii – Vùng ven biển phía bắc Chile (Khu vực Antofagasta)
- G. jodinifolia - Chile
- G. racemosa – Miền nam Chile (Los Lagos, Aisén) và Argentina cận kề (miền tây Chubut)
- G. ruscifolia - Argentina, Chile, đông nam Brasil
- G. scandens – miền trung và miền nam Chile